# Darmo Kasih
Darmo Kasih is een bestuurslaag in het regentschap Muara Enim van de provincie Zuid-Sumatra, Indonesië. Darmo Kasih telt 992 inwoners (volkstelling 2010).